# Pete Shelley
Peter Campbell McNeish, med kunstnernavnet Pete Shelley (født 17. april 1955, død 6. december 2018) var en engelsk sanger, sangskriver og rockguitarist. Han blev født i Leigh, Lancashire, men voksede op i Bolton, Manchester. Shelley var bedst kendt som grundlægger af, og frontmand i, bandet Buzzcocks. Hans mest kendte sang som solist er "Homosapien" (1981).
Shelley døde 6. december 2018, 63 år gammel, af et hjerteanfald i sit hjem i Estland.